# Pianista

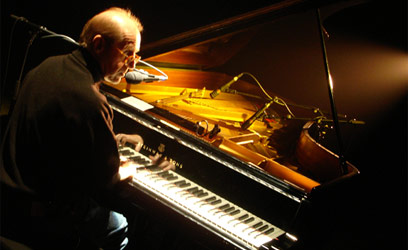
Alain Mion

O pianista é um músico que toca piano, em peças a solo, em conjunto, com uma orquestra ou uma banda, ou acompanhando um ou mais cantores.

## Pianistas do passado e do presente
Os pianistas clássicos modernos dedicam suas carreiras a interpretar, gravar, ensinar, pesquisar e aprender novas obras para expandir seu repertório. Eles geralmente não escrevem ou transcrevem música como os pianistas faziam no século XIX. Alguns pianistas clássicos podem se especializar em acompanhamento e música de câmara, enquanto outros (embora relativamente poucos) se apresentarão como solistas em tempo integral.

## Clássico
Mozart pode ser considerado o primeiro "pianista concertista", já que se apresentou amplamente ao piano. Os compositores Beethoven e Clementi da era clássica também eram famosos por sua interpretação, assim como, da era romântica, Liszt, Brahms, Chopin, Mendelssohn, Rachmaninoff e Schumann. Foi durante o período clássico que o piano começou a estabelecer seu lugar nos corações e nas casas das pessoas comuns. Daquela época, os principais intérpretes menos conhecidos como compositores foram Clara Schumann e Hans von Bülow. No entanto, como não temos gravações de áudio modernas da maioria desses pianistas, contamos principalmente com comentários escritos para nos dar conta de sua técnica e estilo.

## Jazz

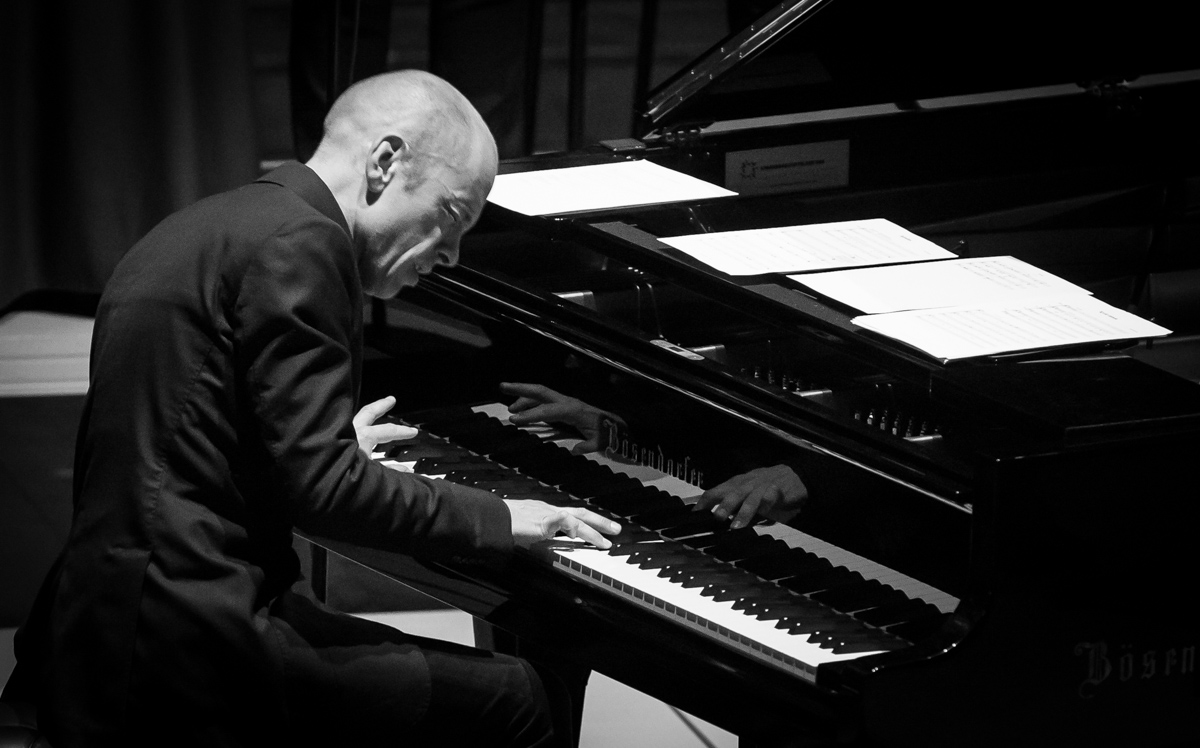
Tord Gustavsen tocando piano durante um show no Festival de Jazz de Oslo 2016 na Noruega

Os pianistas de jazz quase sempre tocam com outros músicos. Sua execução é mais livre do que a dos pianistas clássicos e eles criam um ar de espontaneidade em suas apresentações. Eles geralmente não escrevem suas composições; improvisação é uma parte significativa de seu trabalho. Os pianistas de jazz mais conhecidos incluem Art Tatum, Duke Ellington, Thelonious Monk, Oscar Peterson e Bud Powell.

## Pop e rock
Os pianistas populares podem trabalhar como intérpretes ao vivo (concerto, teatro, etc.), músicos de sessão, arranjadores que provavelmente se sintam em casa com sintetizadores e outros instrumentos de teclado eletrônico. Pianistas populares notáveis incluem Victor Borge, que atuou como comediante; Richard Clayderman, que é conhecido por suas versões de músicas populares; e o cantor e apresentador Liberace, que no auge da fama era um dos artistas mais bem pagos do mundo.

## Pianistas compositores
Muitos importantes compositores foram também pianistas virtuosos. A seguir, uma lista incompleta desses músicos:

### Classicismo
- Franz Schubert
- Ludwig van Beethoven
- Wolfgang Amadeus Mozart
- Johann Nepomuk Hummel
- Carl Maria von Weber
- Muzio Clementi

### Romantismo
- Edvard Grieg
- Franz Liszt
- Charles-Valentin Alkan
- Anton Arensky
- Sergei Rachmaninoff
- Alexander Scriabin
- Anton Rubinstein
- Frédéric Chopin
- Felix Mendelssohn
- Johannes Brahms
- Camille Saint-Saëns
- Isaac Albéniz
- Nikolai Medtner

### Modernismo
- Béla Bartók
- George Gershwin
- Sergei Prokofiev
- Dmitri Shostakovich
- Alberto Ginastera
- Claude Debussy
- Ferruccio Busoni
- James Peace